# ゲイリー・ラヴカン
ゲイリー・ブルース・ラヴカン（Gary Bruce Ruvkun, 1952年3月26日 - ）は、アメリカ合衆国の発生生物学者。ハーバード大学教授。2024年にヴィクター・アンブロスとともにノーベル生理学・医学賞を受賞した。

## 来歴

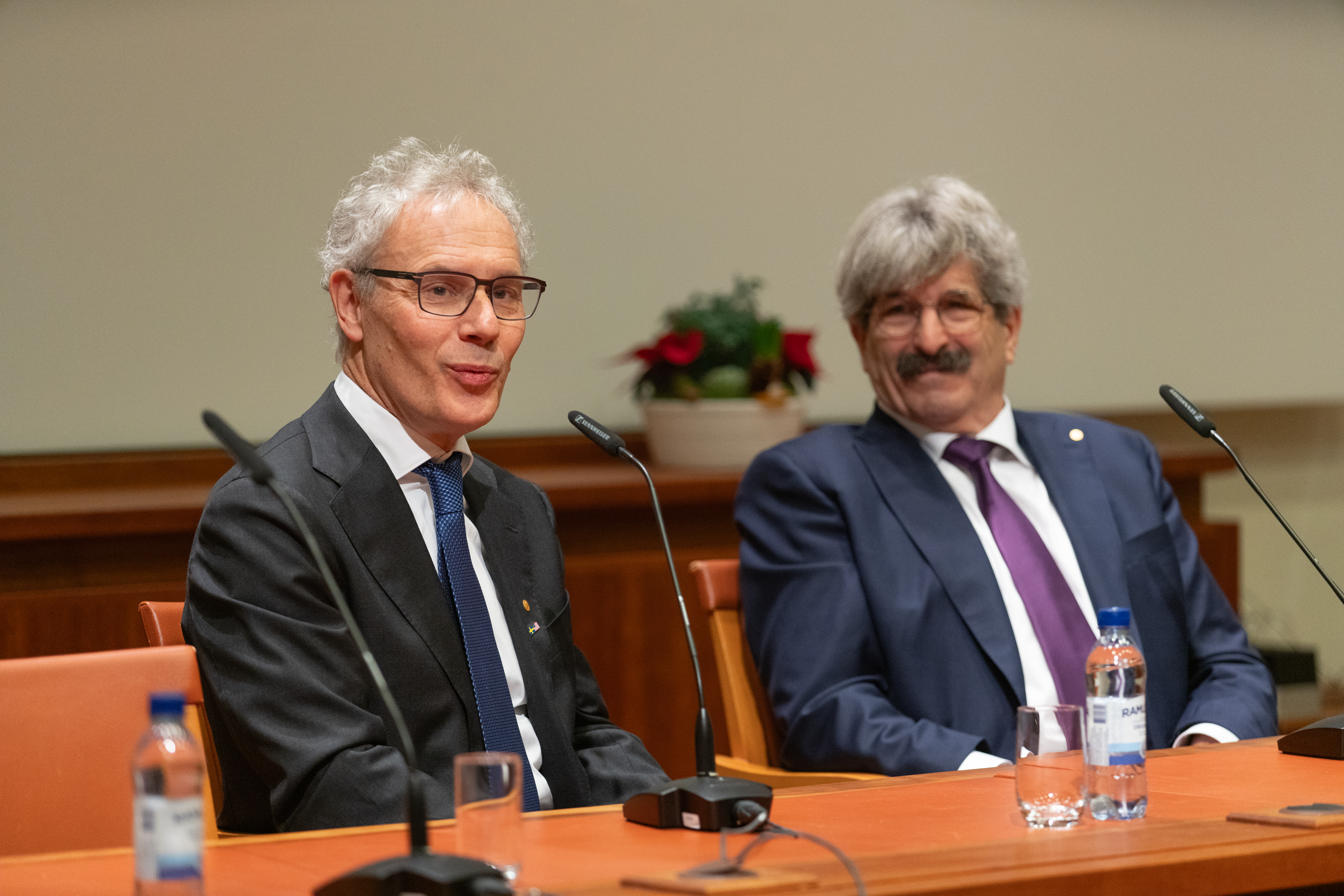
アンブロスとともに、2024年ストックホルムにて

カリフォルニア州バークレー出身。1973年にカリフォルニア大学バークレー校を卒業し、1982年にハーバード大学から生物物理学のPh.D.を取得した。マサチューセッツ工科大学のロバート・ホロビッツ研究室、ハーバード大学のウォルター・ギルバート研究室で博士研究員となり、1985年にハーバード助教授、のちに教授に就任した。

## 受賞歴
- 2004年 ローゼンスティール賞
- 2008年 ガードナー国際賞
- 2008年 ベンジャミン・フランクリン・メダル
- 2008年 アルバート・ラスカー基礎医学研究賞
- 2008年 トムソン・ロイター引用栄誉賞
- 2008年 ウォーレン賞
- 2009年 ルイザ・グロス・ホロウィッツ賞
- 2009年 マスリー賞
- 2011年 ダン・デイヴィッド賞
- 2012年 国際ポール・ヤンセン生物医学研究賞
- 2014年 ウルフ賞医学部門
- 2014年 グルーバー賞 遺伝学部門
- 2015年 生命科学ブレイクスルー賞
- 2016年 発生生物学マーチ・オブ・ダイムズ賞
- 2024年 ノーベル生理学・医学賞[1]

## 参照
- RUVKUN LAB
- Ruvkun Lab
- Harvard Medical School faculty page